# Кунхарт, Генрих
Генрих Кунхарт (нем. Heinrich Kunhardt; 2 февраля 1772, Остерхольц (ныне часть Бремена), — 30 марта 1844, Любек) — немецкий философ.
Учился в Бремене и Хельмштедте. С 1798 года преподавал в Любеке. Относился отрицательно к развитию идеализма после Иммануила Канта. Его главные сочинения: «Skeptische fragment» (1804); «Grundriss einer allgem. od. philosoph. Etymologie» (1808); «Vorlesungen über Religion und Moral» (1815).